# Ernest Rocher
 Ernest-Ferdinand-Henri Rocher (Sint-Jans-Molenbeek, 6 juli 1872 – Vorst, 15 februari 1938) was een Belgisch figuratief kunstschilder.
Hij was de zoon van Ernest Maria Joseph en van Cathérine Thuns, als jongste van een gezin van vier kinderen. Hij huwde Hortense Françoise Ranschaert, kleermaakster. Rocher woonde te Vorst, Darwinstraat 10. Hij overleed ten gevolge van een hartaanval.
Zijn voorouders waren afkomstig uit Angers (F) en waren ten tijde van Napoleon uitgeweken.
Reeds heel vroeg ontwikkelde Rocher een duidelijke aanleg voor tekenen en schilderen. Hij werd ingeschreven aan de Academie voor Schone Kunsten te Brussel, waar hij werkte o.l.v. Jean Portaels.
Na het overlijden van zijn vader gebruikte hij zijn deel van de erfenis om een woning met atelier te bouwen in de Darwinstraat te Vorst. Daar bleef hij zijn hele verdere leven wonen en werken.
Rocher stapte in het schildersberoep als decorateur: het decoratief of artistiek beschilderen van muren en zolderingen in burgerwoningen. Daarnaast maakte hij ook schilderijen op doek. Na de Eerste Wereldoorlog, toen het decoratieschilderen wat uit de mode geraakte, legde hij zich uitsluitend toe op het schilderen in atelier.
Rocher was goed bevriend met kunstschilders als Paul Maas, Alfred Bastien en Armand Massonet. Hij was lid van de kunstkring "Labor" en van de Cercle Artistique et Littéraire.

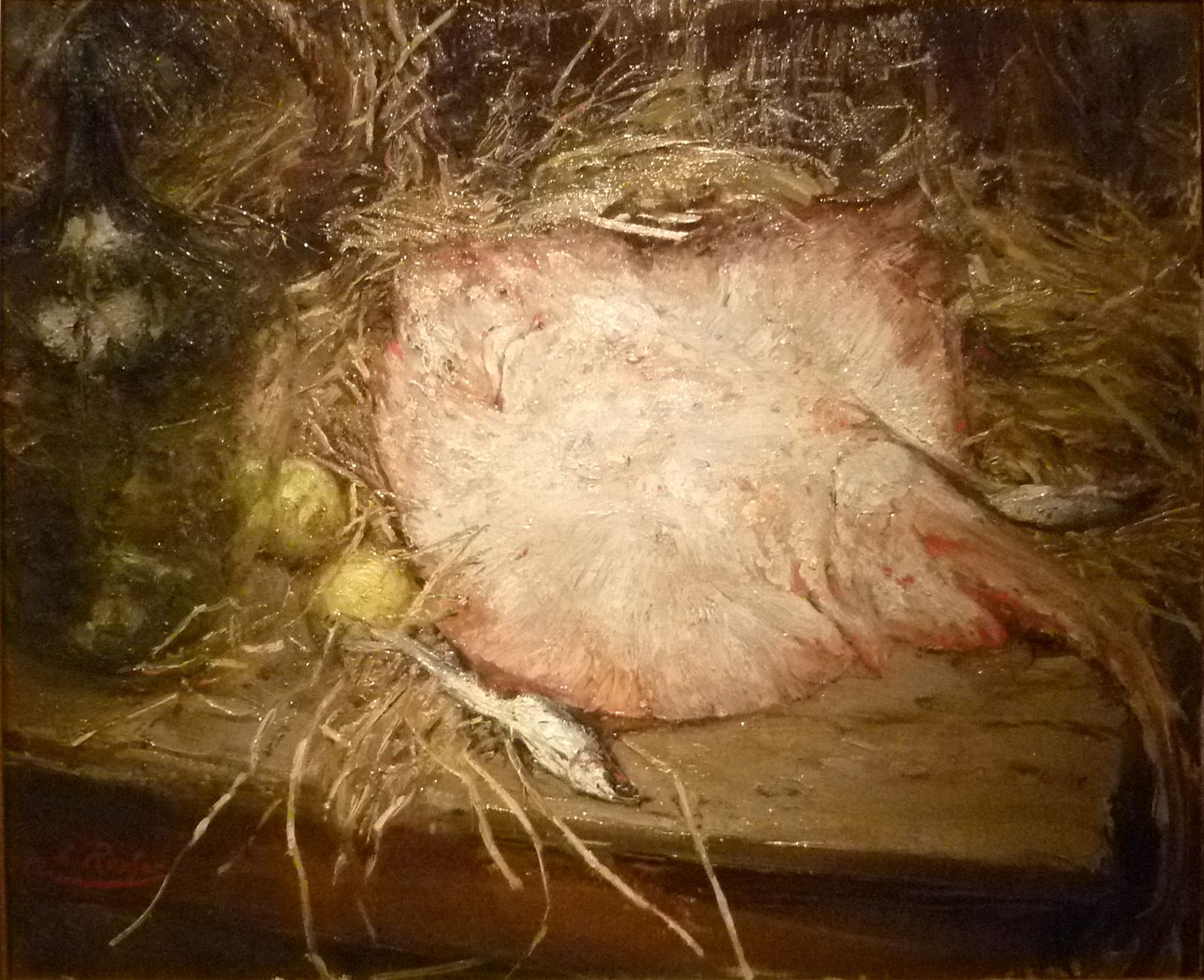
De Rog (privécollectie)

## Oeuvre
Hij behandelde zowat alle thema’s: portretten, figuren, landschappen, enz… Zijn landschappen stellen vaak de Ardennen of Bretagne voor of verwijzen naar de Vlaamse kust. Op oudere leeftijd legde Rocher zich meer toe op stillevens : bloemen, vruchten, wild en accessoires, met een voorkeur voor porselein en zilverwerk.

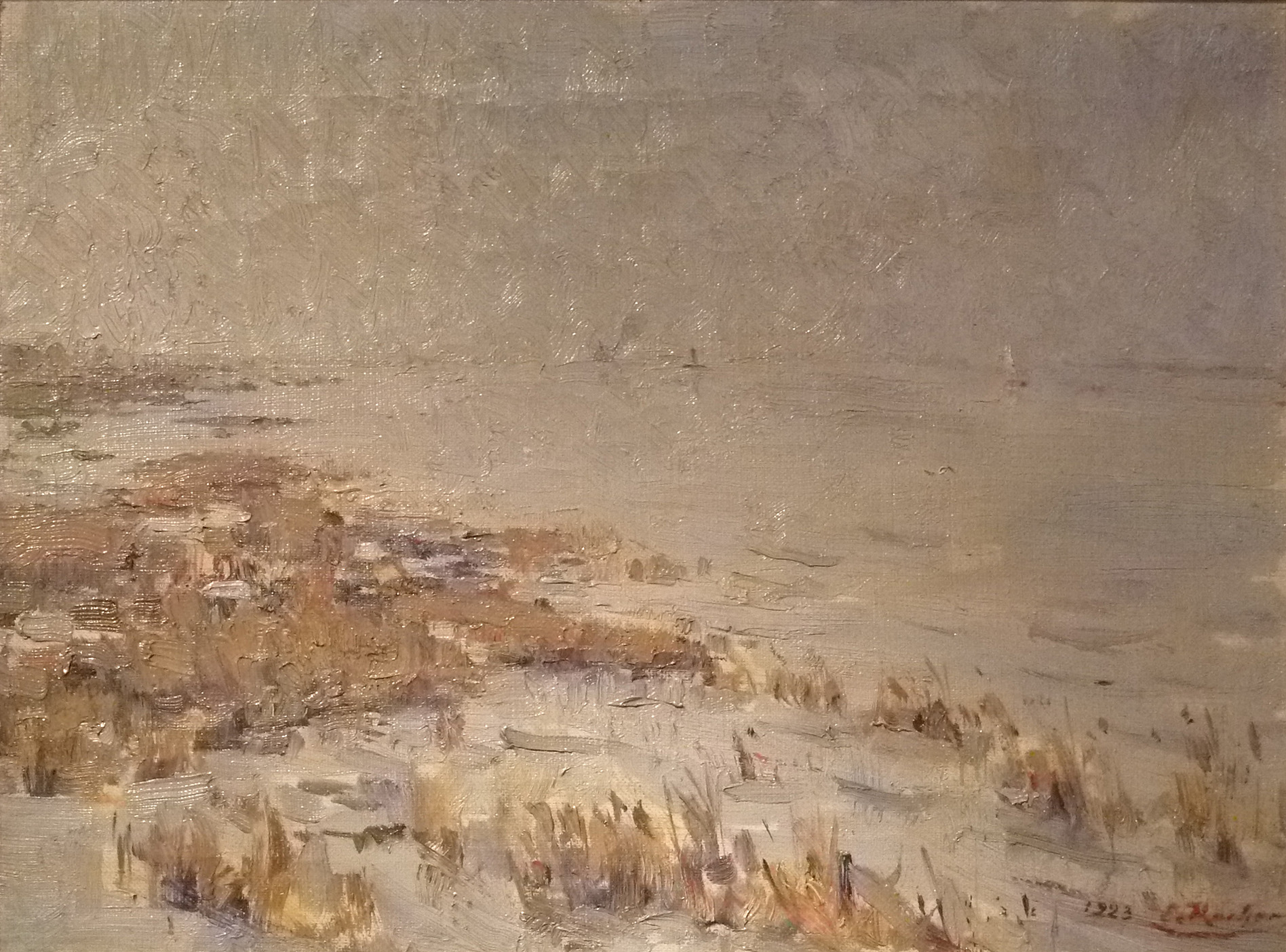
De Scheldemonding, 1923 (privécollectie)

Hij schilderde met olieverf, maar tekende even vaak met pastels.
Rocher debuteerde in de traditionele academische stijl in de geest van Jean Portaels, maar gaandeweg kwam hij tot een lossere, vrijere schildertoets met impressionistische invloeden. Hij had bijzondere aandacht voor de weergave van het licht. Zijn werk getuigt van vakkennis, maar komt als wat verouderd voor zijn tijd over.

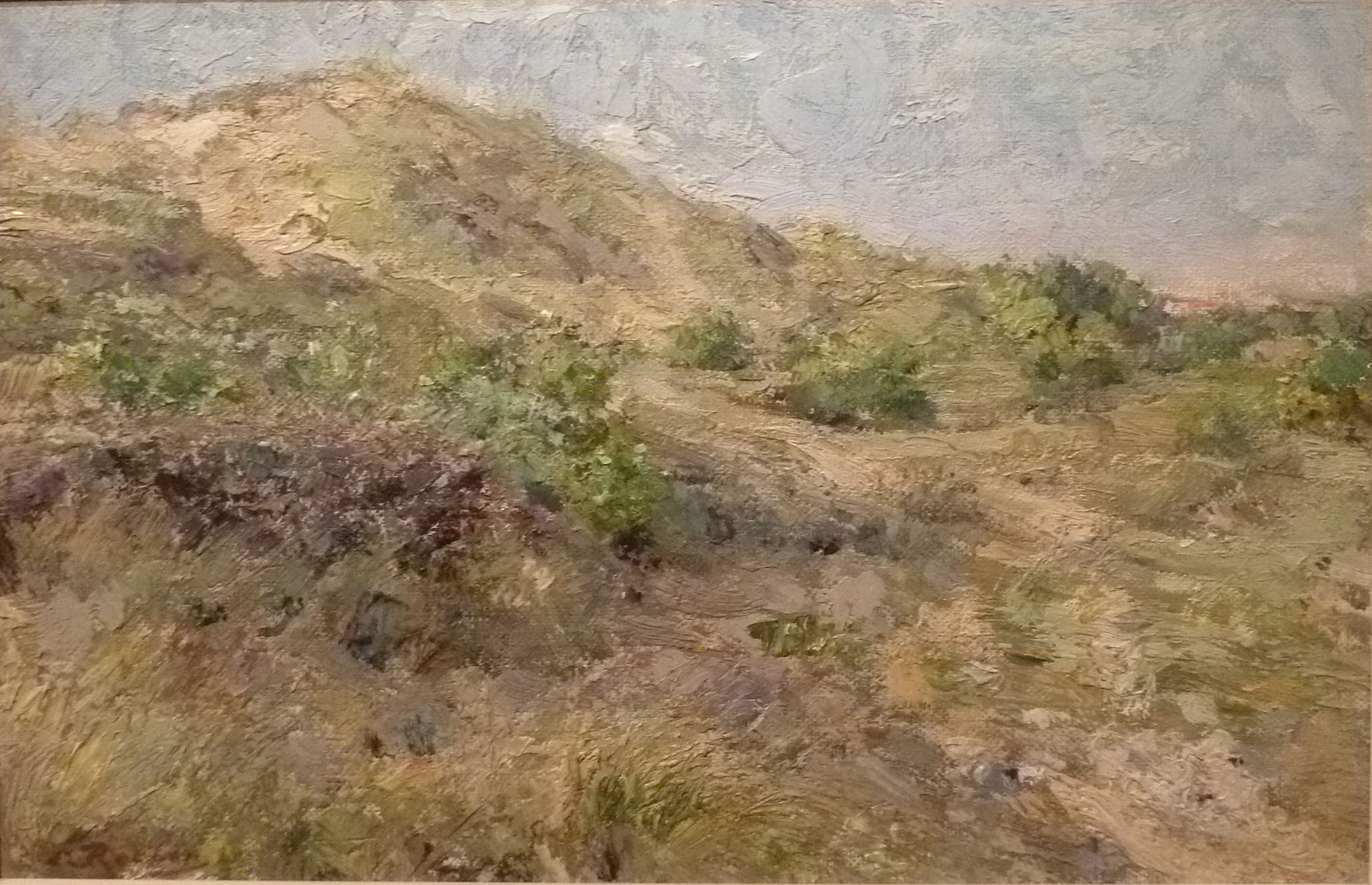
Duinen (privécollectie)

Rocher was een van de vele traditionele en behoudsgezinde kunstschilders in een tijd van razendsnelle evolutie in de kunstwereld. In de marge van de grote eigentijdse stromingen bleef hij trouw aan een laat-19de-eeuwse schildertrant, zoals van schilders als Fernnd Toussaint, Georges Lemmers, Emile Bulcke, de gebroeders Swyncop e.a. Vooral in de eerste decennia van de 20ste eeuw slaagden deze kunstenaars er nog heel goed in om een markt te vinden voor hun producten Ze kwamen immers tegemoet aan de smaak van een gelijkgestemd kapitaalkrachtig publiek.

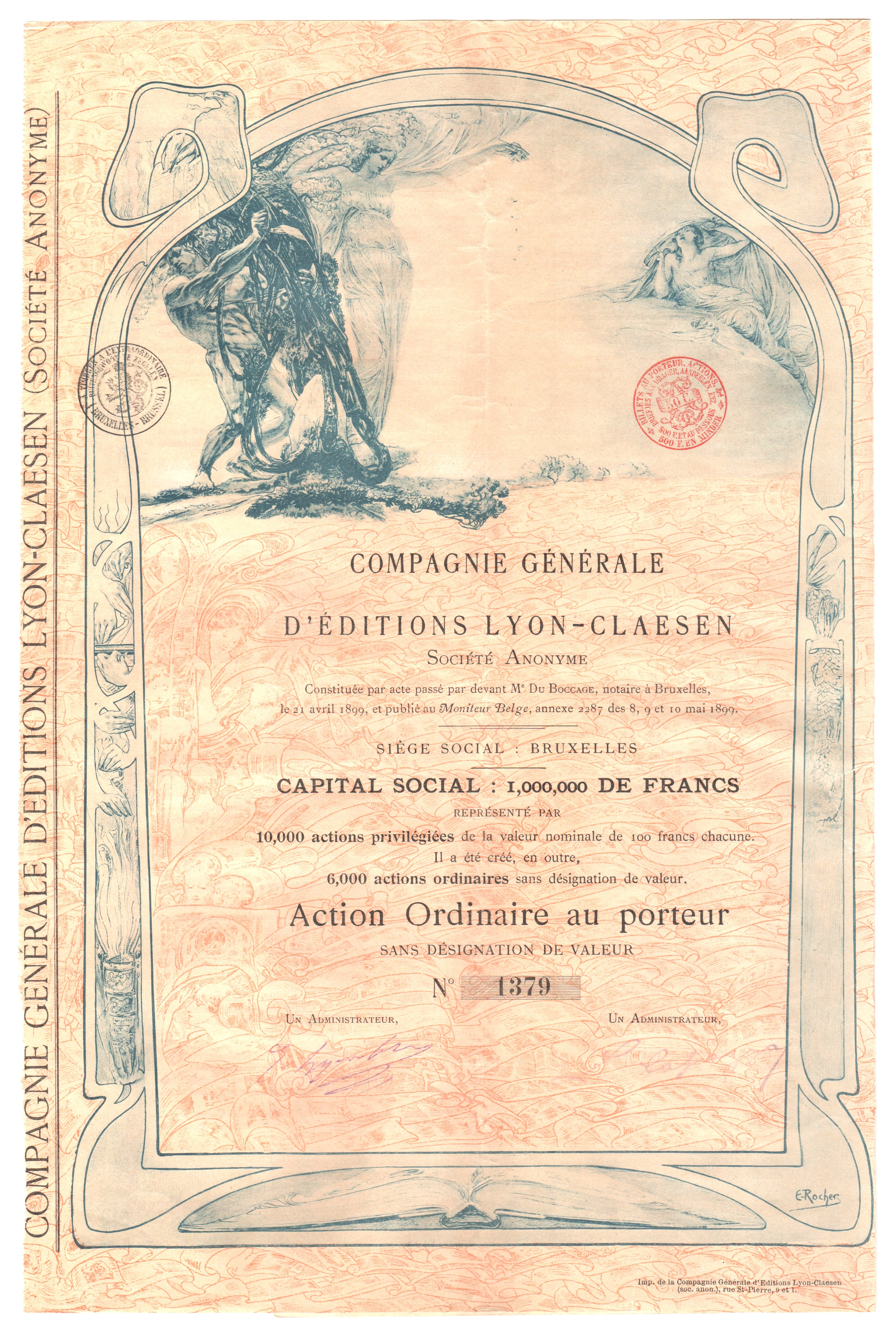
Aandeel van Cie. Générale d'Editions Lyon-Claesen S. A. van 10 mei 1899, ontworpen door E. Rocher.

Vooral in de latere jaren ging het Rocher op het terrein van de verkoop niet meer zo goed voor de wind. Bij zijn overlijden bleef er dan ook een grote voorraad werken over in het atelier. Deze dienden als basis voor de tentoonstelling in het Hotel Charlier. Een aantal werd omstreeks 1989-1991 mondjesmaat op de markt gebracht door de erfgenamen, hetzij via veilinghuizen of via verkoopstentoonstellingen (b.v. Tielt, Kunst- en Antiekgalerij Verkest).

## Tentoonstellingen
- Hij stelde vaak tentoon in de salons van de verenigingen waarvan hij lid was en kende talrijke tentoonstellingen in de hoofdstad en in provinciesteden (o.a. 1921, Galerie Aeolian, Brussel, samen met S. Van Ysendyck, Mevr. Lambert-Cluysenaer en Armand Massonet)
- In 1932 was werk van hem opgenomen in een tentoonstelling van Belgische kunstenaars in Riga (Letland).
- In 1990 had een overzichtstentoonstelling plaats in het Museum Hotel Charlier te Brussel.

## Musea
- Oostende, Mu.ZEE (Kunstmuseum aan Zee) : “Het witte huis”
- Riga (Letland)